# Frederik Nielsen (politiker)
 Der er flere personer med dette navn, se Frederik Nielsen.
Frederik (Frits) Nielsen (født 16. juli 1809 i København, død 9. september 1867 i Toreby på Lolland) var en dansk præst og politiker.
Frederik Nielsen var søn af Christian Nielsen, første kammertjener hos Frederik VI, (1751-1835) og Caroline Augustine, født Friedemann, (1776-1848). Han blev student fra Borgerdydskolen i København 1827 og tog teologisk embedseksamen 1831. Året efter blev han adjunkt i Herlufsholm, men da G.A. Dichman blev rektor 1833, opstod der et ubehageligt forhold mellem ham og hans tidligere kolleger, og Nielsen tog samme år sin afsked. Han privatiserede derefter i København, hvor han 1836 disputerede for den teologiske licentiatgrad, og samme år udnævntes han til sognepræst for Jebjerg og Lyby i Viborg Stift. I 1843 blev han forstander for Lyngby Seminarium og sognepræst for Lyngby og Albøge. Han udnævntes 1848 til medlem af den forsamling af "erfarne mænd", der aldrig blev indkaldt, men som kongevalgt deltog han i den sidste nørrejyske stænderforsamling. 1851 fik han titel af professor. 1856 blev han Ridder af Dannebrog og forflyttedes til Torkilstrup-Lillebrænde på Falster, hvor han 1860 tillige blev provst.
Han valgtes til landstingsmand for Maribo Amt 1859 og mødte i de 3 følgende rigsdagssamlinger. I 1863 forflyttedes han til Toreby på Lolland, hvor han døde 9. september 1867. Han ægtede 18. maj 1838 i Kalvehave Kirke Helene Kirstine Hansine Perch (født 6. december 1818 i København, død 1. maj 1908 sammesteds), datter af grosserer Niels Broch Perch (1788-1851) og Axeline Christine Henriette Holm (1792-1877).
Nielsen var i alle sine stillinger en med rette højt anset præst med flere teologiske kundskaber end de fleste. Som mange af hans samtidige havde han modtaget stærk påvirkning af Friedrich Schleiermacher, og han kunne ved landemøder og konventer med stor klarhed udvikle sine anskuelser, men med undtagelse af sin disputats om den betydning, den gamle kirke tillagde dåben, er han ikke optrådt som teologisk forfatter. Derimod har han oftere deltaget i forhandlinger om skolevæsenet, og i Lyngby, hvis seminarium han skildrede i et udførligt skrift (1851), skrev han 1858 Sjæle- og Tænkelære i almenfattelig Fremstilling, der brugtes som lærebog på seminarierne og 1887 udkom i 5. oplag. Det er et lille skrift (6 ark), hvori han væsentligst støtter sig til J.P. Mynster og F.C. Sibbern, men hans fremstilling er som altid klar og let fattelig. I anledning af rigsdagsforhandlinger om præsternes lønning skrev han 1862 Om den danske Folkekirkes Ejendomsret til Sognekaldenes Gods og Tiender. I overensstemmelse med H.N. Clausen forsvarede han denne ret, som han tillagde kirken i sin helhed, ikke de enkelte embeder. Men det lykkedes ham ikke at komme til noget overbevisende resultat, væsentlig fordi han tillige ville hævde lovligheden af tidligere inddragelser af kirkegods, medens tiender og præstegårdsjorder skulle indtage en særstilling.
Der findes et litografi af Em. Bærentzen & Co. fra 1857 efter fotografi samt et xylografi af H.P. Hansen, bragt i Illustreret Tidende den 27. oktober 1867.